# Gongsun Long
Gongsun Long (ur. 325 p.n.e., zm. 250 p.n.e.) – starożytny chiński filozof, logik, uważany za jednego z najwybitniejszych reprezentantów szkoły nazw.
Rozwinął teorię powszechników, którym nadał (w przeciwieństwie do innego reprezentanta szkoły nazw, Hui Shi) cechy absolutne i niezmienne. Rozdzielał konkretne jednostkowe rzeczy zwane wu (物) od abstrakcyjnych powszechników zhi (指). Wu denotuje kategorię konkretnych rzeczy i konotuje wspólne atrybuty kategorii, zaś zhi denotuje atrybut bądź powszechnik. Powszechniki nie mogą być obiektami doświadczenia (w myśl zasady: można widzieć coś białego, ale nie można widzieć białości).
Gongsun Long pozostawił po sobie traktat zatytułowany Gongsun Longzi (公孫龍子), z którego do czasów współczesnych zachowało się jedynie 6 z 14 rozdziałów. Zawarł w nim liczne sofizmaty, wykazujące np. że Biały koń nie jest koniem czy twardość i białość są odrębne.